# UFC 36
UFC 36: Worlds Collide foi um evento de artes marciais mistas promovido pelo Ultimate Fighting Championship, realizado em 22 de março de 2002 na MGM Grand Garden Arena em Paradise, Nevada.

## Background
O card estava previsto para ter 2 disputas de título, pelo Cinturão Peso Pesado do UFC em uma luta entre Randy Couture e Josh Barnett e uma luta pelo Cinturão Meio Médio do UFC entre Matt Hughes e Hayato Sakurai.
Hughes era previsto para enfrentar o campeão meio-médio do Shooto Anderson Silva. Porém, Silva assinou um contrato com o Pride Fighting Championships.
Nove antigos ou futuros campeões do UFC competiram neste card (incluindo pelo menos um em cada luta), mais do que qualquer evento na história do UFC.

## Resultados
Nota 1 Pelo Cinturão Peso-Pesado do UFC.

Nota 2 Pelo Cinturão Meio-Médio do UFC.

## Ligações Externas
- Site oficial do UFC

1. ↑  Nota 1
2. ↑  Nota 2